# Аварійний склад
Аварійний склад — резервна ємність або майданчик для приймання та складування сировини, наприклад, корисних копалин у разі заповнення основного складу або відсутності засобів зовнішнього транспорту.

## У гірництві
Див. також Складування корисних копалин.
При аварійній зупинці гірничого підприємства відвантаження корисної копалини споживачеві проводиться з аварійного складу. За конструктивним виконанням аварійний склад буває відкритим або закритим; за транспортним обладнанням, яке застосовується, — скреперним, ґрейферним, конвеєрним, екскаваторним. На аварійному складі виконуються такі операції: подача корисної копалини на склад (пряма подача); розподіл його по складу; згрібання до вантажного пункту; подача зі складу у зовнішній транспорт (зворотна подача).
Враховуючи властивості корисних копалин штабелі коксівного вугілля не повинні бути вище 10 м., бурого вугілля – 5 м. Найбільше розповсюдження на шахтах та збагачувальних фабриках одержали скреперні відкриті склади з пласким штабелем.